# Mistrovství světa v boxu 1993
VII. mistrovství světa v boxu proběhlo v Tampere, Finsko ve dnech 7. až 16. května 1993. Organizátorem turnaje mistrovství světa byla Association Internationale de Boxe Amateur (AIBA).

## Česká a slovenská stopa
Reprezentační přípravu provázeli v roce 1993 po zániku Československa problémy s občanstvími. Český reprezentační kádr tvořili povětšinou boxeři ze Slovenska, kteří byli v minulosti staženi do českých středisek vrcholového sportu. Do začátku si nestihli z různých důvodů vyřídit české občanství Gabriel Hencz, Konštantín Flachbart, Peter Rusnák, Peter Hrivňák a Tibor Rafael.
Šéftrenér české reprezentace: Svatopluk Žáček, fyzioterapeut: Jiří Madar
Na mistrovství světa startovalo za Česko 5 boxerů:
- −63,5 kg: Marek Šimák (* 1973) z TJ US Praga Praha
- −67 kg: Pavel Dostál (* 1973) z TJ US Praga Praha
- −81 kg: Daniel Stantien (* 1961) z ASO Dukla Olomouc
- −91 kg: Vojtech Rűckschlos (* 1969) z SKP Sever Ústí nad Labem
- +91 kg: Petr Řezníček (* 1969/70) z TJ US Praga Praha

Šéftrenér slovenské reprezentace: Tibor Hlavačka, trenér slovenské reprezentace: Peter Jakab
Na mistrovství světa startovali za Slovensko 4 boxeři:
- −54 kg: Stanislav Vagaský (* 1974) z BK Agro Vranov nad Topľou
- −60 kg: †Tibor Rafael (* 1970) z SKP Sever Ústí nad Labem
- −67 kg: Velichan Gerejchanov (* 1968) z BK Rigo Stars Komárno
- +91 kg: Miroslav Gavenčiak (* 1967) z ŠKB Dubnica nad Váhom

†Tibor Rafael nebyl členem slovenské boxérské výpravy byť startoval pod slovenskou vlajkou. Po zániku Československa mu bylo jako rodákovi z Komárna přiděleno automaticky slovenské občanství. O české občanství žádal prozatím neúspěšně kvůli trvajícímu podmíněnému trestu za trestnou činnost. Na mistrovství světa cestoval na náklady osobního sponzora společně s českou výpravou.

## Výsledky
| Muži     | Zlato                    | Stříbro                       | Bronz                     | Bronz                          |
| -------- | ------------------------ | ----------------------------- | ------------------------- | ------------------------------ |
| –48 kg   | Nišan Munčjan (ARM)      | Daniel Petrov (BUL)           | Albert Guardado (USA)     | Erdenecogtyn Cogtdžargal (MGL) |
| –51 kg   | Waldemar Font (CUB)      | Hikmatilla Ahmedov (UZB)      | Mustafa Esmáíl (EGY)      | Damaen Kelly (IRL)             |
| –54 kg   | Alesandar Christov (BUL) | Joel Casamayor (CUB)          | Ilhan Güler (TUR)         | Vladislav Antonov (RUS)        |
| –57 kg   | Serafim Todorov (BUL)    | Enrique Carrión (CUB)         | Ramaz Palijani (GEO)      | Marcelică Tudoriu (ROU)        |
| –60 kg   | Damian Austin (CUB)      | Lawrence Nicholson (USA)      | Tibor Rafael (SVK)        | Vasile Nistor (ROU)            |
| –63,5 kg | Héctor Vinent (CUB)      | Jyri Kjäll (FIN)              | Oleg Saitov (RUS)         | Oktay Urkal (GER)              |
| –67 kg   | Juan Hernández (CUB)     | Vitalijus Karpačiauskas (LTU) | Andreas Otto (GER)        | Serhij Horodničov (UKR)        |
| –71 kg   | Francisc Vaștag (ROU)    | Alfredo Duvergel (CUB)        | Geir Hitland (NOR)        | Sergej Karavajev (RUS)         |
| –75 kg   | Ariel Hernández (CUB)    | Akın Kuloğlu (TUR)            | Raymond Joval (NED)       | Vasilij Žirov (KAZ)            |
| –81 kg   | Ramon Garbey (CUB)       | Jacklord Jacobs (NGR)         | Rostislav Zauličnyj (UKR) | Dale Brown (CAN)               |
| –91 kg   | Félix Savón (CUB)        | Giorgi Kandelaki (GEO)        | Stephane Allouane (FRA)   | Aršak Avartakjan (ARM)         |
| +91 kg   | Roberto Balado (CUB)     | Svilen Rusinov (BUL)          | Jevgenij Belousov (RUS)   | Jo el Scott (USA)              |

## Medailová bilance
V boxu se rozdělilo celkem 12 sad medailí.
| Pořadí | Stát             |       | Muži    | Muži  | Muži | Celkem |
| Pořadí | Stát             | Zlato | Stříbro | Bronz |      | Celkem |
| ------ | ---------------- | ----- | ------- | ----- | ---- | ------ |
| 1.     | Kuba (CUB)       |       | 8       | 3     | 0    | 11     |
| 2.     | Bulharsko (BUL)  |       | 2       | 2     | 0    | 4      |
| 3.     | Rumunsko (ROU)   |       | 1       | 0     | 2    | 3      |
| 4.     | Arménie (ARM)    |       | 1       | 0     | 1    | 2      |
| 5.     | USA (USA)        |       | 0       | 1     | 2    | 3      |
| 6.     | Gruzie (GEO)     |       | 0       | 1     | 1    | 2      |
| 6.     | Turecko (TUR)    |       | 0       | 1     | 1    | 2      |
| 8.     | Finsko (FIN)     |       | 0       | 1     | 0    | 1      |
| 8.     | Litva (LTU)      |       | 0       | 1     | 0    | 1      |
| 8.     | Nigérie (NGR)    |       | 0       | 1     | 0    | 1      |
| 8.     | Uzbekistán (UZB) |       | 0       | 1     | 0    | 1      |
| 12.    | Rusko (RUS)      |       | 0       | 0     | 4    | 4      |
| 13.    | Německo (GER)    |       | 0       | 0     | 2    | 2      |
| 13.    | Ukrajina (UKR)   |       | 0       | 0     | 2    | 2      |
| 15.    | Kanada (CAN)     |       | 0       | 0     | 1    | 1      |
| 15.    | Egypt (EGY)      |       | 0       | 0     | 1    | 1      |
| 15.    | Francie (FRA)    |       | 0       | 0     | 1    | 1      |
| 15.    | Irsko (IRL)      |       | 0       | 0     | 1    | 1      |
| 15.    | Kazachstán (KAZ) |       | 0       | 0     | 1    | 1      |
| 15.    | Mongolsko (MGL)  |       | 0       | 0     | 1    | 1      |
| 15.    | Nizozemsko (NED) |       | 0       | 0     | 1    | 1      |
| 15.    | Norsko (NOR)     |       | 0       | 0     | 1    | 1      |
| 15.    | Slovensko (SVK)  |       | 0       | 0     | 1    | 1      |
| Celkem | Celkem           |       | 12      | 12    | 24   | 48     |